# Províncias de Burquina Fasso
O Burquina Fasso divide-se em 45 províncias, as quais estão por sua vez divididas em 351 departamentos (em francês: départements): 
| 1. Balé 2. Bam 3. Banwa 4. Bazèga 5. Bougouriba 6. Boulgou 7. Boulkiemdé 8. Comoé 9. Ganzourgou | 10. Gnagna 11. Gourma 12. Houet 13. Ioba 14. Kadiogo 15. Kénédougou 16. Komondjari 17. Kompienga 18. Kossi | 19. Koulpélogo 20. Kouritenga 21. Kourwéogo 22. Léraba 23. Loroum 24. Mouhoun 25. Nahouri 26. Namentenga 27. Nayala | 28. Noumbiel 29. Oubritenga 30. Oudalan 31. Passoré 32. Poni 33. Sanguié 34. Sanmatenga 35. Séno 36. Sissili | 37. Soum 38. Sourou 39. Tapoa 40. Tuy 41. Yagha 42. Yatenga 43. Ziro 44. Zondoma 45. Zoundwéogo |

## Regiões
A 2 de julho de 2001 as províncias foram agrupadas tendo formado treze regiões.